# Tsvetana Pironkova
Tsvetana Pironkova (bulgariska: Цветана Пиронкова), född den 13 september 1987 i Plovdiv, är en bulgarisk professionell tennisspelare.
Pironkova är även bosatti Plovdiv. Hon är högerhänt och spelar med dubbelfattad backhand. Hon blev professionell WTA-spelare 2002.
Hon har deltagit i det bulgariska Fed Cup-laget 2003–08. Hon har där spelat 26 matcher och vunnit 14 av dem.
Hon spelade sin första turnering på WTA-touren den 14–21 maj 2005, vid 17 års ålder, i Istanbul, Turkiet. Sedan hon vunnit två kvalmatcher, vann hon tre matcher i själva turneringen och förlorade semifinalen mot Venus Williams. Hon skapade rubriker när hon slog Venus Williams i första omgången av Australiska öppna 2006, Hon förlorade dock mot Laura Granville i andra omgången.
Pironkova var oseedad i Wimbledon 2010, rankad 82:a i världen, men lyckades i kvartsfinalen den 29 juni 2010 slå ut andraseedade amerikanskan Venus Williams. Pironkova vann i två raka set med 6–2, 6–3. Hon förlorade sedan semifinalen mot ryskan Vera Zvonarjova, som vann med 3-6, 6-3, 6-2.

## Titlar
- Singel
  - 2007 - ITF/Bordeaux
  - 2005 - ITF/Rom
  - 2003 - ITF/Orestiada, ITF/Istanbul
  - 2002 - ITF/Volos